# 大宮ほこすぎ橋
大宮ほこすぎ橋（おおみやほこすぎはし）は、埼玉県さいたま市大宮区吉敷町の東日本旅客鉄道（JR東日本）東北本線（京浜東北線、宇都宮線・高崎線、湘南新宿ライン）ならびに埼玉県道164号（旧中山道）に架かる歩道橋である。

## 概要
埼玉県のさいたま新都心の北部に位置し、さいたまスーパーアリーナと大宮氷川神社参道とを結ぶ「緑の回廊」をキーコンセプトに東西連絡橋として建設された。ドラマの撮影場所としても知られている。夜間はライトアップされる。
2001年度、埼玉県街路整備推進協議会会長賞、彩の国さいたま景観賞、全日本建設技術協会全建賞を受賞。
2003年、土木学会デザイン賞 優秀賞を受賞。

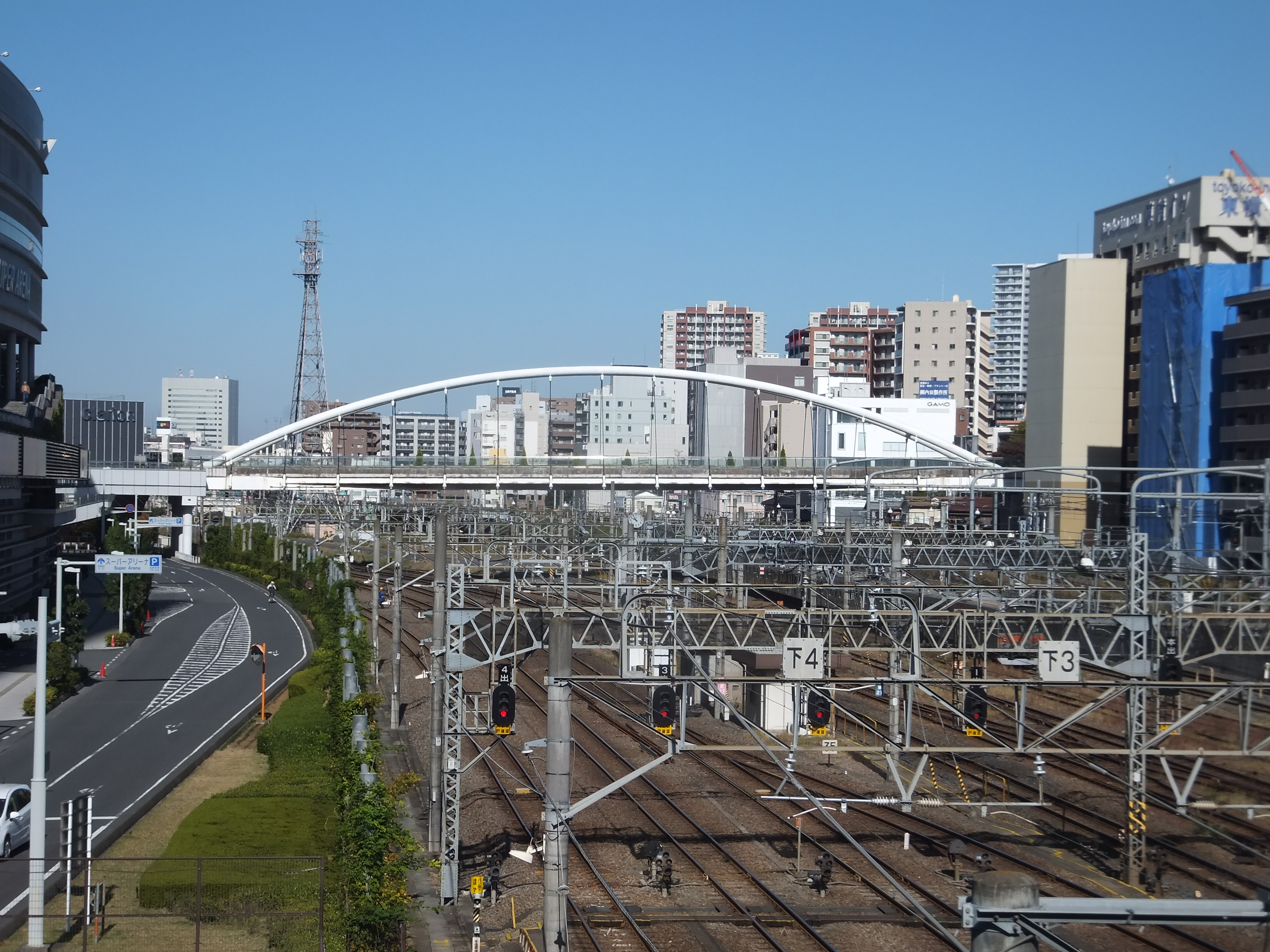
さいたま新都心駅より
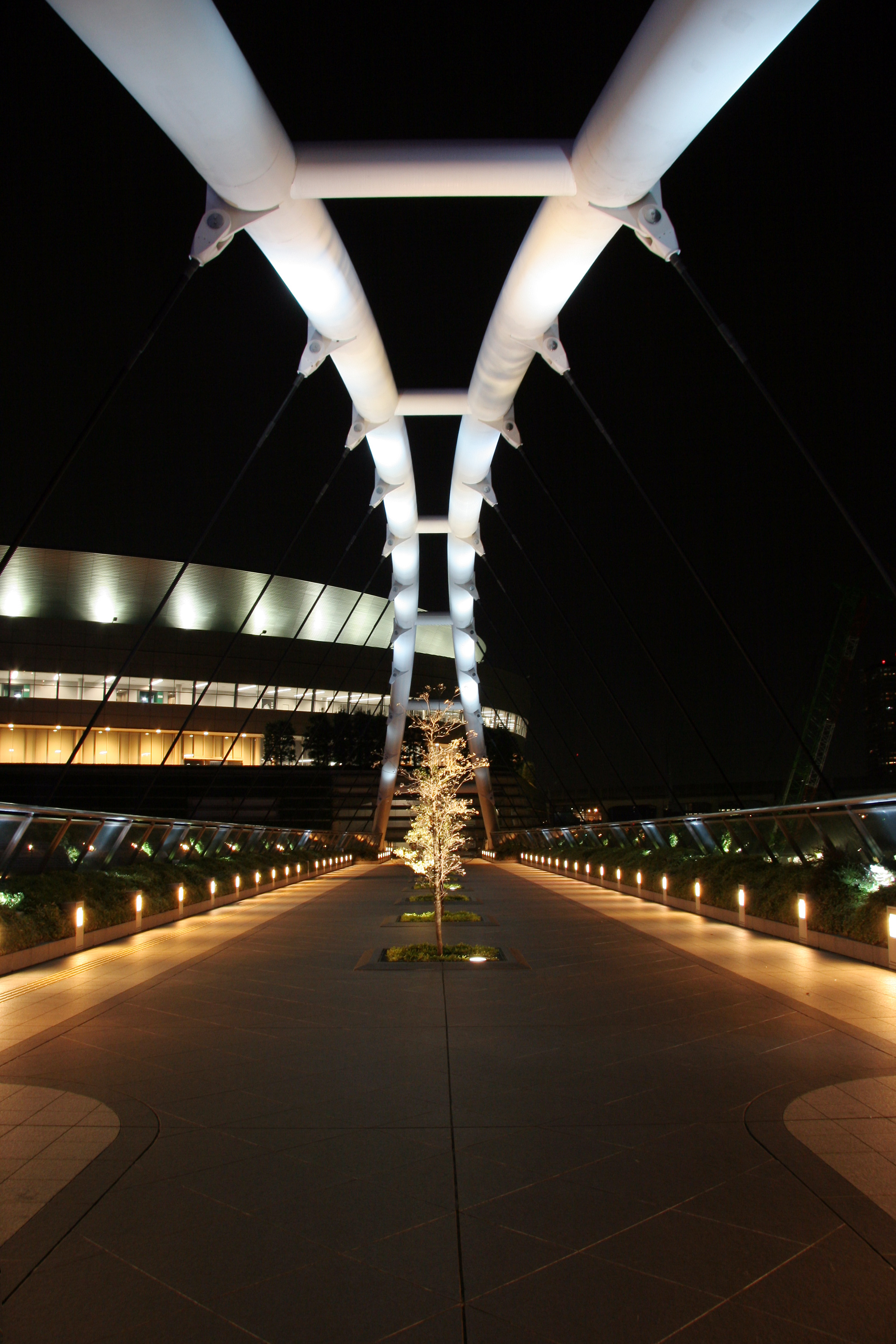
夜間のライトアップ

## 諸元
宮地建設工業（現：宮地エンジニアリング）資料および、全建賞受賞報告による。
- 構造形式：バスケットハンドル型単純鋼管アーチローゼ桁[2]
- 全長：約180 m（取り付け部含む）
- 橋長：98.126 m（アーチローゼ桁部）
- 最大支間長：95.000 m
- アーチライズ：13.000 m[7]
- 幅員：11.0 m - 15.0 m
- 工法：手延べ送り出し工法
- 工事期間：1999年（平成11年）6月 - 2001年（平成13年）3月
- 桁制作：宮地鐵工所、サクラダ JV.[7]
- 総工費：約34億円
- 施工主体：大宮市

## 作品
ドラマ
- 『仮面ライダー剣』(2004年)

19話のロケ地。橘朔也が同連絡橋から飛び降りながらギャレンに変身するシーン。架橋下でブレイドとレンゲルが戦ったシーン。

## 隣の橋
- （起点）大原陸橋 - 新都心大橋 - 大宮ほこすぎ橋（終点）

## 関連文献
- “新都心東西結ぶ橋の名称「大宮ほこすぎ橋」に”. 埼玉新聞 (埼玉新聞社):  p. 14. (2001年2月17日)